# Telamon
V grški mitologiji je Telamon (starogrško Τελαμών) sin kralja Ajaka iz Ajgine in Hironove hčere Endeide ter Pelejev brat, s katerim sta spremljala Jazona kot njegova Argonavta in bila prisotna pri lovu na Kalidonskega merjasca. V Iliadi je bil oče grških junakov Ajanta Velikega in Tevkerja Arherja z različnima materama. Nekateri zapisi omenjajo njegovega tretjega sina Trambelusa.  On in Peleus sta bila tudi bližnja prijatelja Heracla, ki mu je pomagal pri njegovih ekspedicijah proti Amazonkam in proti Troji (glej spodaj).
V zgodnjih opisih, ki so jih zabeležili Ferekid iz Lerosa, Telamon in Pelej nista bila brata ampak prijatelja. To bi bilo v skladu s Pelejem, ki je bil oče drugega junaka Ahila (imenovan Pelides - to je sin Peleja - po Homerju). Po tem poročilu je bil Telamon sin Akteja in Glavke, ona pa hči Kihreja, kralja Salamine ; Telamon se je poročil s Peribejo, hčerko kralja Alkatoja iz Megare.

## Življenje
Po uboju svojega polbrata Foka, sta morala Telamon in Pelej zapustiti Ajgino. Kralj Kihrej iz Salamine je sprejel Telamona in se z njim spoprijateljil. Telamon se je poročil s Kihrejevo hčerko Peribejo, ki je rodila Ajanta. Kasneje je Kihrej dal Telamonu svoje kraljestvo. V drugih različicah mitov se je Kihrejeva hči imenovala Glavke, Peribeja pa je bila druga Telamonova žena in hči Alkatoja.
Telamon je tudi figura v obeh različicah Heraklejevega plenjenja Troje, kjer je vladal kralj Laomedont (ali Tros v drugih različicah). Pred Trojansko vojno je Pozejdon poslal morsko pošast v napad na Trojo.
V verziji kralja Trosa se je Heraklej (poleg Telamona in Ojkla) strinjal, da bo pošast ubil, če mu bo Tros dal konje, ki jih je dobil od Zevsa, kot nadomestilo za ugrabitev Zevsovega Ganimeda, Trosovega sina. Tros se je strinjal; Heraklej je uspel in Telamon se je poročil z Hesiono, Trosovo hčerko, ki mu je rodila Tevkra.
V verziji kralja Laomedonta je ta načrtoval žrtvovanje svoje hčere Hesione Pozejdonu v upanju, da bi ga umiril. Heraklej je spet rešil v zadnjem trenutku in ubil tako pošast kot Laomedonta in njegove sinove, razen Ganimeda, ki je bil na gori Olimp in Podarka, ki je rešil svoje življenje, tako da je Herakleju dal zlat pajčolan, ki ga je naredila Hesiona. Telamon je Heziono prevzel za vojno nagrado in se z njo poročil, ona pa je rodila Tevkra. Zaradi Ajanta, ki je v Troji storil samomor, je Telamon Tevkra pregnal iz Salamine, ker svojega brata ni pripeljal domov.
V Apolodorjevi Knjižnici je Telamon med obleganjem Troje skoraj umrl. Telamon je bil prvi, ki je prebil trojansko steno, ki je razkurilo Herakleja, ki je hlepel po slavi. Heraklej ga je skoraj ubil s svojim mečem, ko je Telamon v čast Heraklej hitro naredil oltar iz bližnjih kamnov. Heraklej je bil tako zadovoljen, da je po plenjenju Troje dal Telamonu Hesiono za ženo. Hesiona je zahtevala, da lahko z njo pride njen brat Podark. Herkul to ni dovolil, razen če bi Hesiona kupila Podarka kot sužnja. Hesiona je za brata plačala s tančico. Ime Podark se je nato spremenilo v Priam - kar je, po mnenju grškega avtorja Apolodorja, izhajalo iz grške besede »kupiti«.

## Telamon
Telamon (tudi pesem Telamon, Telamonova pesem) je starodavna grška pesem (v 5. stoletju pred našim štetjem), ki jo najdemo v nekaterih starih grških igrah  in kasneje sholijah ali komentarjih. Običajno velja, da je vojaško pesem  o Telamonovem sinu Ajantu, čeprav so nekateri drugi komentarji omenjali, da je to žalostinka o samem Telamonu . Začelo se je s: »Sin Telamona, vojaški Ajant! Pravijo, da ste najpogumnejši od Grkov, ki so prišli v Trojo, poleg Ahila.« 

## V arhitekturi
V arhitekturi so telamoni ogromne moške figure, ki se uporabljajo kot stebri. Te se imenujejo tudi atlanti, atlasi ali atlantidi; so moške različice kariatid.